# Kunekune (Schweinerasse)

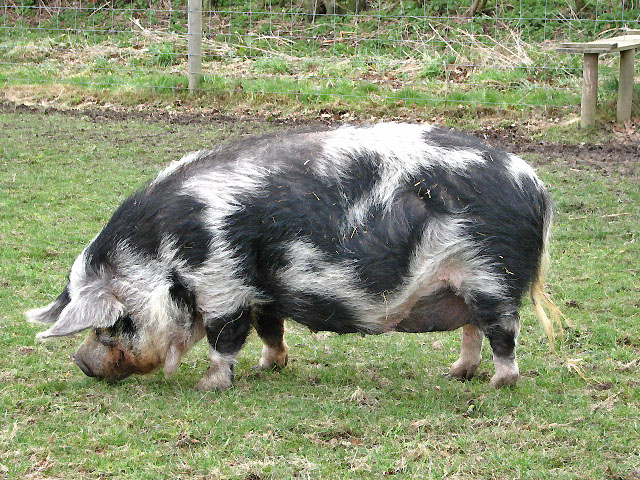
Eine ausgewachsene Sau.

Kunekune ist eine neuseeländische Landrasse von Schweinen.

## Geschichte

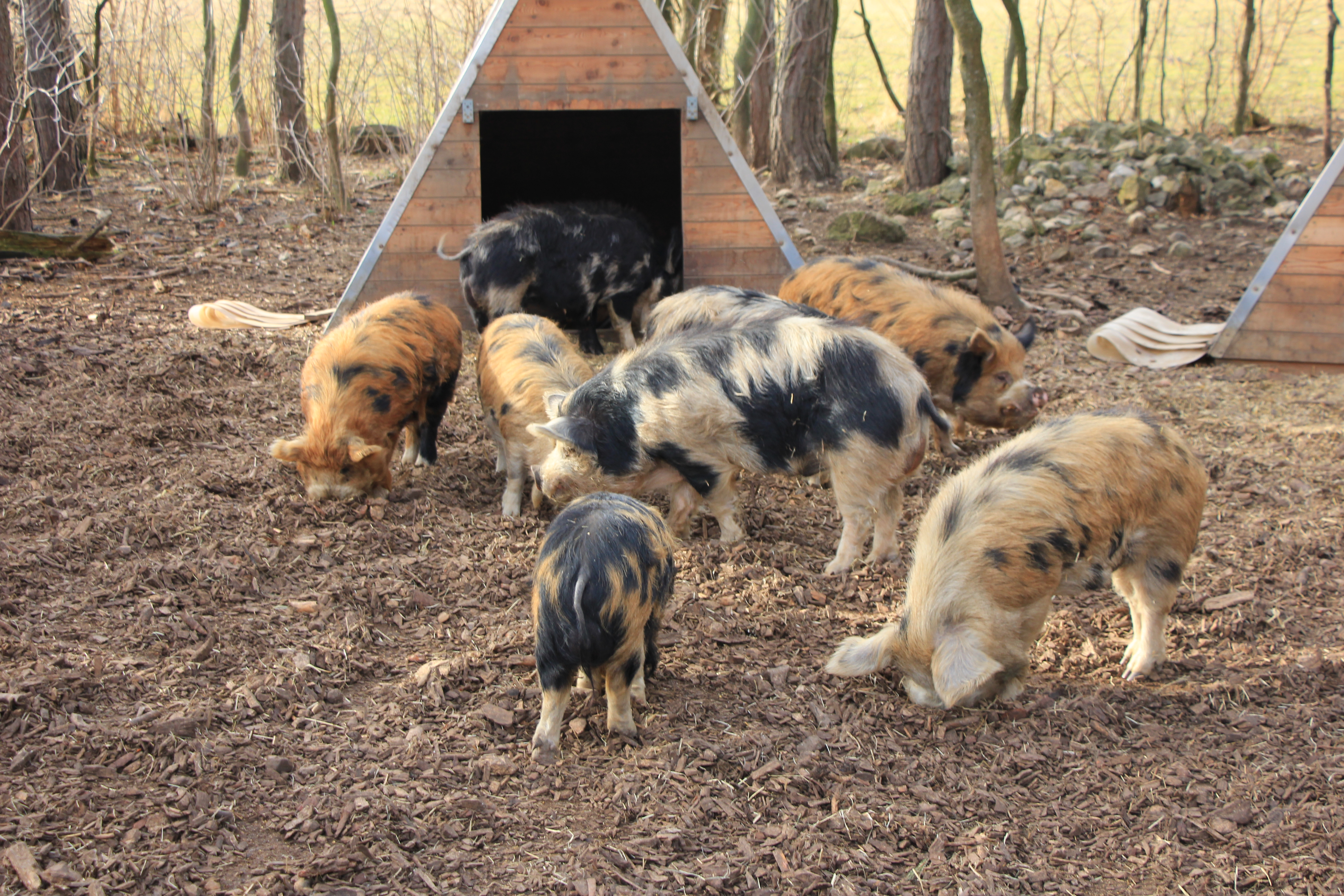
Kunekune-Schweine am Haidlhof in Niederösterreich

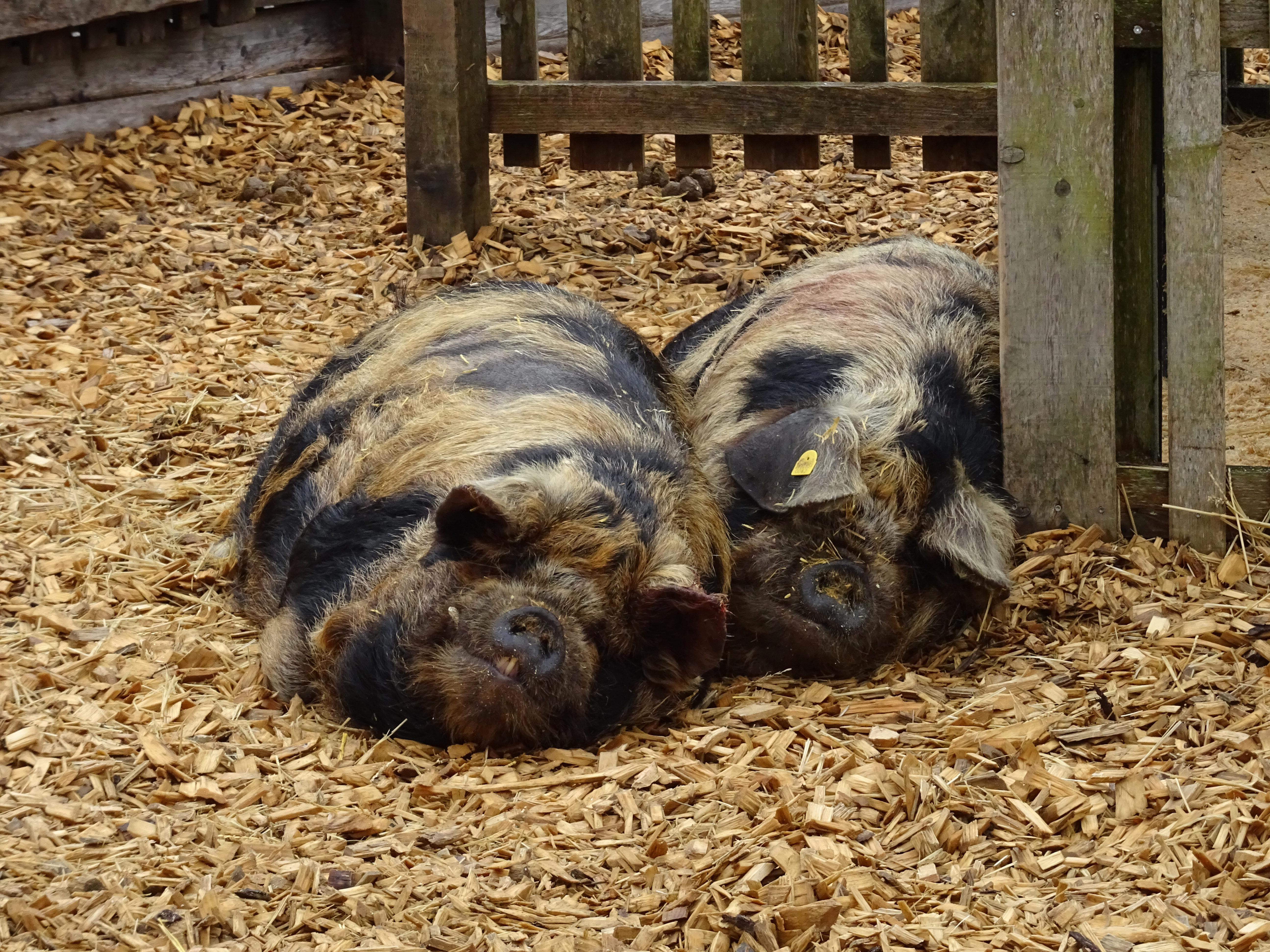
Kunekune-Schweine auf Gut Aiderbichl, Henndorf

In der Sprache der Maori bedeutet Kunekune „fett und rund“. DNA-Analysen legen nahe, dass das Kunekuneschwein asiatischen Ursprunges ist und von Hausschweinen abstammt, die vermutlich im frühen 19. Jahrhundert durch Walfänger oder Kaufleute auf die Insel gelangten. Schweine mit ähnlichen Merkmalen finden sich in Asien, Südamerika und Polynesien.
Fast ausschließlich in Maori-Gemeinden gehalten und den Europäern weitgehend unbekannt, wurden die Kunekune in den 1970er-Jahren „wiederentdeckt“. Man schätzt, dass es zu diesem Zeitpunkt nur noch 50 reinrassige Schweine in Neuseeland gab. Eine gemeinsame Exkursion des Staglands Wildlife Reserve und des Willowbank Wildlife Reserve im Jahr 1978 oder 1984 führte zum Erwerb aller verkäuflichen Tiere, denen Michael Willis und John Simster in Te Kūiti und im Bezirk Waharoa habhaft werden konnten. Die 18 Tiere, darunter 6 Sauen und 3 Eber mit reinrassigem oder nahezu reinrassigem Erbgut, wurden für ein Erhaltungszuchtprogramm auf die Südinsel gebracht. Nahezu alle der heute existierenden Kunekunes stammen von diesen Tieren ab. Um die Rasse auch im Falle einer Seuche vor dem Aussterben zu bewahren, wurde die Erhaltungszucht im Jahr 1992 auf einen weiteren Kontinent ausgedehnt. Kunekune werden seitdem auch in Großbritannien gehalten. Ihnen folgten später noch weitere Exporte.
Wurde der Bestand für Neuseeland im Jahr 1993 noch auf 100 bis 1000 Tiere geschätzt, ging man 2004 bereits von 5000 Tieren aus. Großbritannien meldete 2012 1782 Zuchtsauen an das weltweite Register tiergenetischer Ressourcen der Ernährungs- und Landwirtschaftsorganisation der Vereinten Nationen. Auch in den Niederlanden und den USA werden Zuchtbücher geführt. Auch in Deutschland finden sich Tiere bei Privathaltern und in Zoos.
In Österreich besteht ein Forschungsprojekt der Veterinärmedizinischen Universität Wien, wo am Haidlhof in Gainfarn über 20 Tiere gehalten werden und aufgrund der ähnlichen Bedingungen zu Wildtieren ihre soziokognitiven Fähigkeiten untersucht werden. Auf dem Gelände des Schweizerischen Epilepsie-Zentrums in Zürich befinden sich einige Tiere.

## Beschreibung

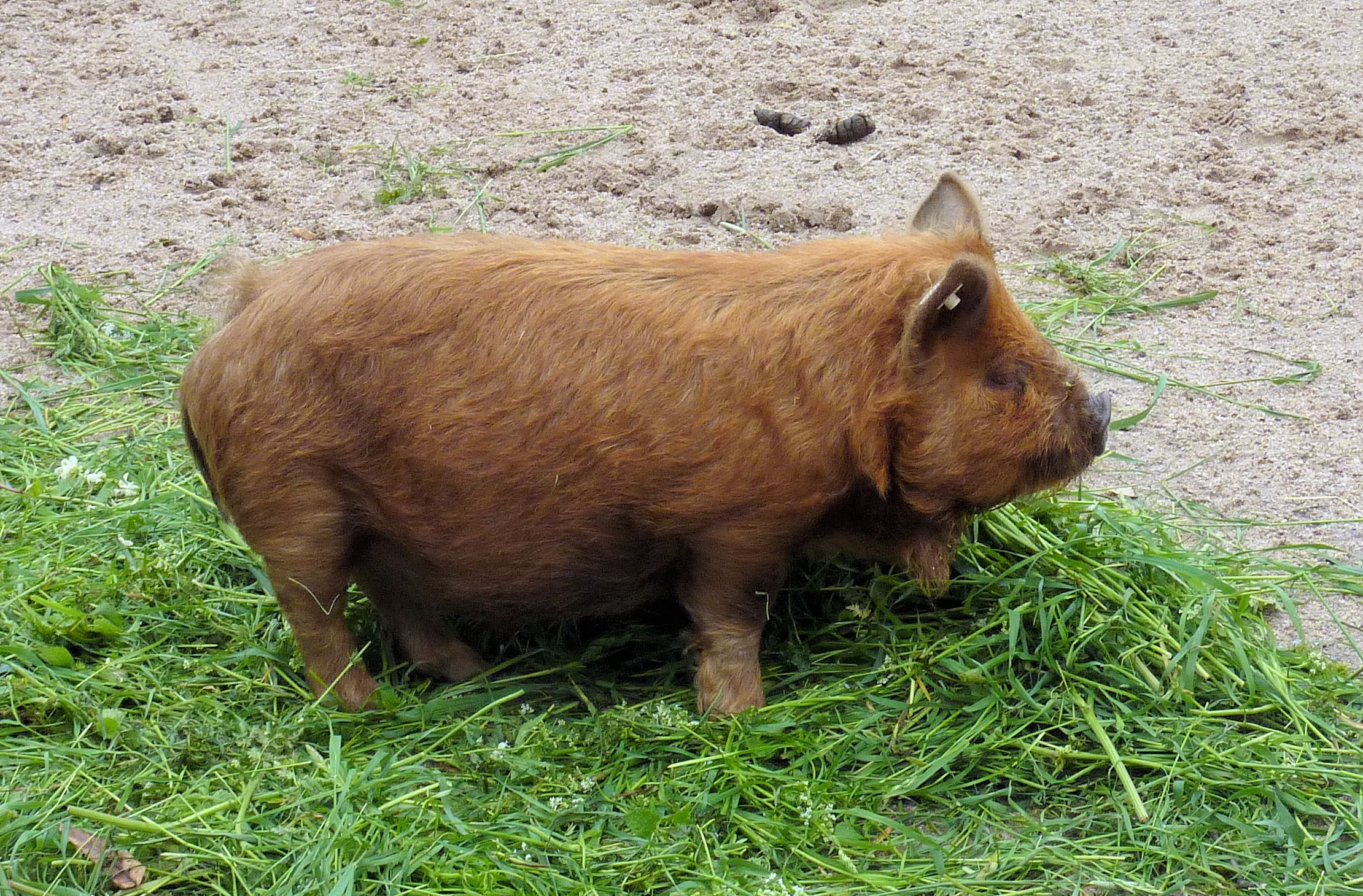
Ein Eberferkel

Ausgewachsene Kunekunes wiegen zwischen 70 und 100 kg. Sie haben eine Widerristhöhe von 55 bis 60 cm und werden 95 bis 115 cm lang. Kunekunes sind kurzbeinig und haben eine sehr kurze Schnauze. In der Regel besitzen sie Stehohren; es kommen aber auch Hängeohren vor. Am Hals hängen zwei troddelartige Auswüchse wie bei vielen Ziegen; in der Sprache der Maori werden sie Piri-Piri genannt.
Kunekunes sind mit dichten, langen und weichen Borsten behaart, wobei verschiedene Farben und Farbkombinationen möglich sind. Erwachsene Eber weisen scharfe, gut sichtbare Hauer auf.
Kunekunes gelten als freundliche, ruhige Weideschweine, die fast ausschließlich mit Gras ernährt werden können und nicht auf Kraftfutter angewiesen sind.
Pro Wurf kommen in der Regel drei bis sieben Ferkel zur Welt. Würfe mit mehr als zehn Ferkeln sind selten.